# Renato Pine Mayugba
Renato Pine Mayugba (* 4. Dezember 1955 in Sampaloc) ist ein philippinischer Geistlicher und römisch-katholischer Bischof von Laoag. 

## Leben
Renato Pine Mayugba empfing am 25. April 1981 die Priesterweihe.
Papst Benedikt XVI. ernannte ihn am 18. Oktober 2005 zum Titularbischof von Centuriones und Weihbischof in Lingayen-Dagupan. Der Apostolische Nuntius auf den Philippinen, Erzbischof Antonio Franco, spendet ihm am 27. Dezember desselben Jahres die Bischofsweihe; Mitkonsekratoren waren Ramon B. Villena, Bischof von Bayombong, und Oscar V. Cruz, Erzbischof von Lingayen-Dagupan. 
Am 12. Oktober 2012 wurde er zum Bischof von Laoag ernannt.